# Siarhiej Maskiewicz
Siarhiej Alaksandrawicz Maskiewicz (biał. Сяргей Аляксандравіч Маскевіч, ros. Сергей Александрович Маскевич, Siergiej Aleksandrowicz Maskiewicz; ur. 1 sierpnia 1953 w Bykówce w rejonie szczuczyńskim) – białoruski fizyk, pracownik oświaty i polityk, były rektor Grodzieńskiego Uniwersytetu Państwowego im. Janki Kupały; od 2004 roku deputowany do Izby Reprezentantów Zgromadzenia Narodowego Republiki Białorusi III i IV kadencji, od 2010 roku minister edukacji Republiki Białorusi; doktor nauk fizyczno-matematycznych (odpowiednik polskiego stopnia doktora habilitowanego), profesor, akademik.

## Życiorys
Urodził się 1 sierpnia 1953 roku we wsi Bykówka, w rejonie szczuczyńskim obwodu grodzieńskiego Białoruskiej SRR, ZSRR. Ukończył Grodzieński Państwowy Instytut Pedagogiczny im. Janki Kupały (GPID), uzyskując wykształcenie fizyka. Posiada stopień doktora nauk fizyczno-matematycznych (odpowiednik polskiego stopnia doktora habilitowanego), tytuły profesora fizyki i akademika Międzynarodowej Akademii Oświaty. Jest autorem ponad 250 prac naukowych na temat fizyki molekuł i zarządzania w oświacie. Pracę rozpoczął jako laborant w GPID. Odbył służbę wojskową w szeregach Armii Radzieckiej. Następnie pracował jako starszy laborant, starszy inżynier, starszy pracownik naukowy, starszy wykładowca, docent, prorektor ds. nauczania i rektor Grodzieńskiego Uniwersytetu Państwowego im. Janki Kupały. Pełnił funkcję deputowanego do Grodzieńskiej Obwodowej Rady Deputowanych XXIII i XXIV kadencji. Jest przewodniczącym Grodzieńskiej Obwodowej Państwowej Organizacji Społecznej „Białoruskie Stowarzyszenie «Znanije»”.
W 2004 roku został deputowanym do Izby Reprezentantów Zgromadzenia Narodowego Republiki Białorusi III z Grodzieńskiego Centralnego Okręgu Wyborczego Nr 52. Pełnił w niej funkcję członka Stałej Komisji ds. Budżetu, Finansów i Polityki Podatkowej. 27 października 2008 roku został deputowanym do Izby Reprezentantów IV kadencji z Grodzieńskiego-Centralnego Okręgu Wyborczego Nr 50. Pełnił w niej funkcję członka Stałej Komisji ds. Międzynarodowych i Kontaktów z WNP. Od 13 listopada 2008 roku był członkiem Narodowej Grupy Republiki Białorusi w Unii Międzyparlamentarnej. 29 grudnia 2010 roku został ministrem edukacji.

## Oskarżenia o udział w represjach politycznych
Według raportu przygotowanego przez polską Fundację Wolność i Demokracja, Siarhiej Maskiewicz, będąc na stanowisku rektora Grodzieńskiego Uniwersytetu Państwowego im. Janki Kupały, wydalał studentów za działalność polityczną.

## Odznaczenia
- Medal Franciszka Skaryny;
- Gramota Pochwalna Zgromadzenia Narodowego Republiki Białorusi;
- Gramota Pochwalna Rady Ministrów Republiki Białorusi[1].

## Życie prywatne
Siarhiej Maskiewicz jest żonaty, ma dwóch synów.